# Магнус Фрилле
Магнус Кристерссон Фрилле (швед. Magnus Christersson Frille) — шведский рыцарь, военный деятель конца XV века. Был рождён период с 1405 по 1465 в семье Кристера Хоконссона Фрилле и Елин Магнусдоттер.

## Военная служба
В 1471 году Фрилле был направлен епископом из Або во главе небольшого рыцарского отряда в качестве подкрепления гарнизону Выборга. Выборг в то время был шведским форпостом на русско-шведской границе и являлся очень сильной крепостью. Гарнизон Выборга составлял от одной до трёх тысяч человек. Однако из-за угрозы очередной войны с Россией он скорее всего был увеличен. В гарнизон входила свита коменданта (рыцари), городская стража, крестьянское ополчение из области Нюланд, нанятый правителем Швеции Стеном Стуре отряд немецких наёмников (500 человек) под командованием капитана Хартвига Винхольта и отряд рыцарей Магнуса Фрилле.
В 1495 году начинается война с Россией. Иван III послал Даниила Щеню во главе московской рати, Якова Кошкина-Захарьина во главе новгородской рати и Василия Фёдоровича Шуйского во главе псковской рати, осадить шведский город Выборг. Всего, численность русского войска оценивается, как 10 тыс. человек (некоторые данные говорят о 60 тысячах). Поход к Выборгу начался 6 сентября. В конце сентября русское войско дошло до Выборга, и осадило его.

### Осада Выборга

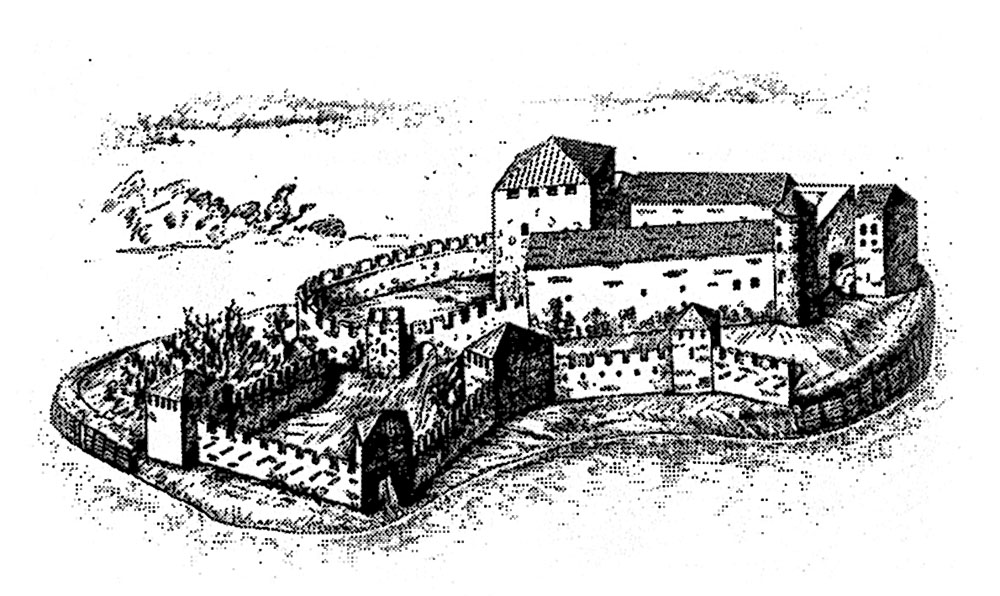
Выборгский замок на момент осады во время русско-шведской войны 1495—1497

Осада началась в конце сентября 1495 года, русские воины осадили крепость с нескольких сторон. Комендант Кнут Поссе вёл довольно активную оборону, с помощью вылазок он старался причинить как можно больше неприятностей осаждающим. Вылазки совершались мобильным рыцарским отрядом Магнуса Фрилле. Самая крупная вылазка состоялась в ночь на 12 октября и была направлена на остров Ватикиви. Для экспедиции на Ватикиви, Поссе отделил отряд шведов под командованием Винхольта и Магнуса Фрилле, а также крестьянских призывников из Нюланда. Однако отряд попал засаду. Часть воинов погибла, часть была взята в плен, как и сам Магнус Фрилле. После этого вылазки скорее всего уже не совершались. Комендант Кнут Поссе нацелился на глухую оборону. Русские рати ходили на штурмы крепости, и во время одного из них, который состоялся 30 ноября, русским даже удалось захватить одну башню и проникнуть в город, но шведы подожгли башню, в которой, судя по всему, были пороховые заряды, которые взорвались. Русские понесли тяжёлые потери во время этого штурма и отступили. Так же, как говорит «Большая рифмованная хроника», во время этого штурма погиб «один человек очень дорогой человек, по которому рыдали все русские». Как предполагает Ю. Г. Алексеев, это был Иван Андреевич Суббота Плещеев, который лично командовал атакой.
Память о сильном взрыве в Выборгской крепости 30 ноября 1495 до сих пор сохраняется в финском фольклоре. Он известен как «Выборгский гром».
Сама осада закончилась 4 декабря, когда русские ушли из под Выборга, следовательно, осада закончилась победой шведов.

### Магнус Фрилле после осады
Что было с Магнусом Фрилле после осады — неизвестно. Скорее всего он был передан обратно, шведам, после подписания мирного договора между Россией и Швецией в 1497 году.
Умер Магнус Кристерссон Фрилле в примерно 1508 году в Леми, в Финляндии.